# Taxi Sharia
Taxi Sharia – Das Grauen hat vier Räder war eine deutsche Radiocomedy des SWR3, die von 1998 bis 2005 gesendet wurde. Die Reihe wurde ein großer überregionaler Erfolg und fand noch Ende der 1990er Jahre viele Nachahmer sowohl im deutschen Radio- als auch Fernsehprogramm. 

## Inhalt
In jeder der unter zwei Minuten kurzen Folgen treten ein türkischer Taxifahrer namens Ützwurst, gesprochen von Sascha Zeus, und ein Fahrgast mit Namen Osterwelle, gesprochen von Michael Wirbitzky, auf. Per Funk schaltet sich immer wieder die Taxizentrale ein, die offenbar nicht nur alles mithört, was im Taxi gesprochen wird, sondern auch ansonsten allwissend ist und Ützwurst meist gerade das verrät, was Osterwelle verschweigen möchte. 
Die Sprachniveaus von Fahrer und Fahrgast weichen stark voneinander ab: Während der Fahrgast einen sehr elaborierten Code verwendet, spricht der Fahrer nur gebrochen Deutsch. Dadurch kommt es häufig zu Missverständnissen, oder der Fahrer lässt den Fahrgast aufgrund eines anderen Anlasses an seiner eigenartigen Weltsicht teilhaben. Jede Folge beginnt mit der Frage des Fahrers „Wo du wolle?“. Der abschließende Running-Gag beruht darauf, dass der Taxifahrer ein großer Elvis-Fan und Verfechter der Elvis-lebt-Theorie ist und gegen Ende von Osterwelle ein Stichwort aufgreift, das einen ungewollten Zusammenhang mit Elvis Presley aufweist und dies zum Anlass nimmt, ungeachtet des Protests seines Fahrgastes am Schluss immer nach Memphis zu fahren („Schnauze! Wir fahren Memphis!“), wie eine Stimme aus dem Off abschließend süffisant feststellt.
Der Schluss-Gag wird in den später entstandenen Folgen ausgetauscht: Nun muss der Fahrgast auf Geheiß des Fahrers einen Raki trinken, weil angeblich eine Schnapszahl im Verlauf des Gesprächs aufgetaucht sei.

## Wirkung
Die Sendung war so erfolgreich, dass der SWR drei CDs davon herausgab. Das Südwest-Fernsehen brachte Taxi Sharia als kurze Filme. Weitere Hörfunksender erhielten vom SWR Lizenzen für eine Ausstrahlung der Reihe, darunter der Privatsender Radio Hamburg. Im Jahre 2000 wurde eine CD-Ausgabe der Sendung als „Comedy-Produktion des Jahres“ für den ECHO nominiert.

## Kritik
Kritiker sehen in Taxi Sharia die erste deutsche Comedyreihe, die sich in politisch inkorrekter Form über Migranten, insbesondere Türken in Deutschland, lustig mache, indem sie besonders sprachliche Defizite fokussieren (siehe sekundärer Foreigner Talk). Dem lässt sich entgegnen, dass die Comedy die sprachlichen Unterschiede nicht in den Fokus stellt und sich hauptsächlich über den Nichtmigranten Osterwelle lustig macht, der selbst nach Ansicht der Kritiker als „oberlehrerhaft-toleranter, liberal-ausländerfreundlicher Spießer“ dargestellt wird, der betont Hochdeutsch spricht.

## Tonträger
- Wo du wolle? (CD 1)
- Fahre Memphis – Die neue „Wo du wolle?“ (CD 2)
- Mit 80 Sachen um die Welt (CD 3)

## Weblink
- Archiv mit zahlreichen Folgen auf der SWR-Homepage